# Landgericht Deggendorf (älterer Ordnung)
Das Landgericht Deggendorf (älterer Ordnung) war ein von 1803 bis 1879 bestehendes bayerisches Landgericht älterer Ordnung mit Sitz in Deggendorf. Die Landgerichte waren im Königreich Bayern Gerichts- und Verwaltungsbehörden, die 1862 in administrativer Hinsicht von den Bezirksämtern und 1879 in juristischer Hinsicht von den Amtsgerichten abgelöst wurden.

## Geschichte
Das Landgericht Deggendorf wurde im Jahr 1803 als Verwaltungseinheit errichtet. Ab 1808 gehörte es zum Unterdonaukreis und ab 1838 zu Niederbayern.
Am 21. April 1838 verfügte der Bayerische König die Bildung von sieben neuen Landgerichten, darunter das Landgericht Bogen. Dieses wurde gebildet aus Gemeinden der Landgerichte Mitterfels und Deggendorf. Dazu wurden aus dem Landgericht Deggendorf die Gemeinden Bärnried, Buchberg, Mariaposching, Niederwinkling, Offenberg, Penzenried und Waltendorf ausgegliedert. Amtliche Wirksamkeit erlangte das neue Landgericht ab dem 1. Oktober 1839.
Im Jahr 1862 wurde das Landgericht Deggendorf als Verwaltungsebene vom Bezirksamt Deggendorf abgelöst, das durch den Zusammenschluss der Landgerichte älterer Ordnung in Deggendorf und Hengersberg neu gebildet wurde.
Als Gerichtsbehörde blieb das Landgericht Deggendorf bestehen und wurde 1879 in das Amtsgericht Deggendorf, ein Gericht nach dem Gerichtsverfassungsgesetz, umgewandelt.